# Perdita bifasciata
Perdita bifasciata är en biart som beskrevs av Timberlake 1977. Perdita bifasciata ingår i släktet Perdita och familjen grävbin. Inga underarter finns listade i Catalogue of Life.